# Mareb
Il Mareb è un fiume dell'Africa Orientale. Il suo corso è di 680 km che sono in gran parte (520 km) compresi nei confini dell'Eritrea, avendo in essa le sue sorgenti e terminando il suo corso nella pianura a nord di Cassala nel Sudan. Il fiume è asciutto per la maggior parte dell'anno su buona parte del suo corso; come il Tacazzè, subisce repentine salite delle acque durante la stagione delle piogge.
Nel Mareb si distinguono tre parti:
La prima, lunga 175 km dalle sorgenti (2042 m s.l.m.) fino alla località Arakebou, prende il nome di Mareb. Questa parte ha acqua in tutte le stagioni dell'anno, sia pure in quantità non elevata.
La seconda parte, di 240 km attraversa il territorio dei Cunama ed è chiamato Sonà ed è già un fiume temporaneo.
La terza parte, finale, prende il nome di Gasc (o Gash) e termina nella pianura del Sudan. In questo tratto le acque superficiali sono visibili soltanto da giugno a settembre in coincidenza delle grandi piogge sull'altopiano.
Nel periodo coloniale italiano, le acque del Gasc vennero utilizzate per un grande progetto di valorizzazione agricola in località Tessenei. Questa città è ancor oggi la maggiore lungo il corso di questo fiume.